# La Lajita, Michoacán de Ocampo
La Lajita är en ort i Mexiko.   Den ligger i kommunen Arteaga och delstaten Michoacán de Ocampo, i den södra delen av landet, 300 km väster om huvudstaden Mexico City. La Lajita ligger 648 meter över havet och antalet invånare är 144.
Terrängen runt La Lajita är kuperad. Runt La Lajita är det mycket glesbefolkat, med 7 invånare per kvadratkilometer. Närmaste större samhälle är Arteaga, 15,8 km väster om La Lajita. I omgivningarna runt La Lajita växer huvudsakligen savannskog.